# Nikud

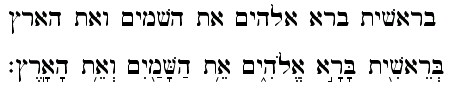
Fragment Księgi Rodzaju (Rdz 1, 1) oznaczający: Na początku Bóg stworzył niebo i ziemię. Wersja bez nikudu oraz z nikudem.

Nikud (hebr. ‏נִקּוּד‎, trb. ‏nīqqūd‎, dosł. „kropkowanie” lub hebr. ‏נְקֻדּוֹת‎, trb. ‏nəqudōt‎, dosł. „kropki”) – system znaków diakrytycznych używany do reprezentowania samogłosek lub rozróżniania alternatywnych wymów liter alfabetu hebrajskiego. We wczesnym średniowieczu (VI–VIII w.) opracowano kilka takich systemów diakrytycznych, jednak nikud jest najbardziej rozpowszechnionym oraz jedynym, który do dziś jest stosowany; początkowo był używany przez syryjskich chrześcijańskich gramatyków oraz masoretów. Powodem opracowania takiego systemu było zachowanie tradycji wymowy treści świętych ksiąg (w tym Biblii), która dotychczasowo była przekazywana ustnie .

Fragment Księgi Rodzaju (Rdz 1, 9) oznaczający: A potem Bóg rzekł: „Niechaj zbiorą się wody”. Na czerwono zaznaczono nikud, natomiast na niebiesko kantylację

Wybrane przykłady użycia nikudu

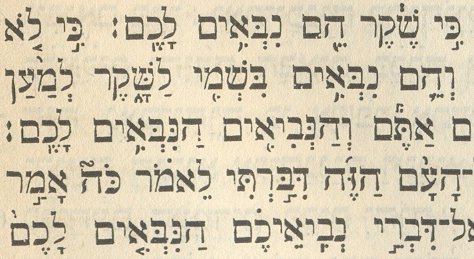
Fragment Księgi Jeremiasza (Jr 27) pochodzący z hebrajskojęzycznego egzemplarza Biblii z 1886 roku

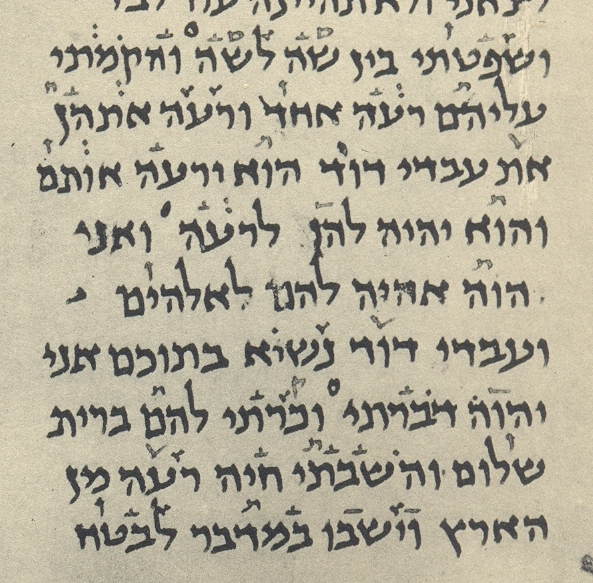
Fragment manuskryptu z zapisaną treścią Księgi Ezechiela (Ez 34, 22–25) w babilońskim zapisie języka hebrajskiego. Manuskrypt znajdował się do 1913 roku w genizie kairskiej

We współczesnej ortografii języka hebrajskiego nikud jest używany głównie w słownikach, poezji, utworach literatury dziecięcej lub w tekstach przeznaczonych dla imigrantów do Izraela. W celu ujednoznacznienia rozwinął się także system pisowni bez nikudu, znany w języku hebrajskim jako ktiw maleh (כְּתִיב מָלֵא; dosł. „pełna pisownia”). Zasady pisowni zostały formalnie ujednolicone w Zasadach pisowni bez nikudu (כְּלָלֵי הַכְּתִיב חֲסַר הַנִּקּוּד) uchwalonych przez Akademię Języka Hebrajskiego; dokument uchwalono w roku 1996, a zaktualizowano w 2017 roku. Celem używania nikudu jest zapobieganie dwuznaczności i błędnej wymowie określonych słów. Tekst napisany z nikudem nazywa się ktiw menukad (כתיב מנוקד).

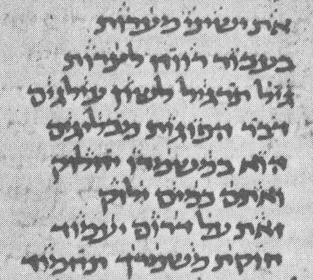
Fragment jednego z wierszy odkrytych w genizie kairskiej

Współcześnie system ten nie jest zazwyczaj używany, czego jednym z powodów jest fakt, że nie odzwierciedla on aktualnej wymowy; we współczesnym hebrajskim cere wymawia się tak samo jak segol (nie dotyczy tyberyjskiej odmiany), a patach tak samo jak kamac. Młode pokolenie rodzimych użytkowników języka hebrajskiego uważa dane różnice za pozbawione znaczenia, natomiast puryści odrzucają koncept dostosowania nikudu do współczesnej wymowy, co w konsekwencji sprawia, że nikud coraz częściej wychodzi z użycia.
Według językoznawcy Gilada Zuckermanna brak używania nikudu we współczesnym języku hebrajskim często powoduje błędną wymowę . Przykładowo wyraz מתאבנים jest często wymawiany jako mitabnim (dosł. "skamieniali" w rodzaju męskim i liczbie mnogiej) zamiast metaavnim (dosł. „przekąski”) . Innym przykładem błędnej wymowy jest toponim מעלה אדומים (Ma’ale Adummim), który jest często wymawiany jako Maale Edomim zamiast Maale Adumim; właściwy wariant wymowy pojawia się w Księdze Jozuego (Joz 15, 7; Joz 18, 17) . Inny toponim יטבתה (Jotwata) jest błędnie wypowiadany jako Jotweta zamiast Jotwata; w Księdze Powtórzonego Prawa miejscowość ta jest wymieniona jako Jotbat (Pwt 10, 7) . Z kolei nazwisko amerykańskiej aktorki Farrah Fawcett, zapisane po hebrajsku jako פארה פוסט, jest często wymawiane jako fost zamiast foset .

## Znaki nikudu oznaczające samogłoski
| Znaki oznaczające samogłoskę a | Znaki oznaczające samogłoskę a | Znaki oznaczające samogłoskę a | Znaki oznaczające samogłoskę a | Znaki oznaczające samogłoskę a | Znaki oznaczające samogłoskę a |
| Znak                           | Nazwa                          | Przykład (hebrajski)           | Przykład (transkrypcja)        | Przykład (polski)              | Uwagi |
| ------------------------------ | ------------------------------ | ------------------------------ | ------------------------------ | ------------------------------ | --- |
| בָ                              | kamac gadol                    | פָּרָה                            | para                           | krowa                          | |
| בַ                              | patach                         | מַחַט                            | machat                         | igła                           | |
| בַ                              | patach                         | כֹּחַ                             | koach                          | siła                           | Jeśli patach występuje pod jedną z liter: ה ח ע, gdy któraś z nich jest ostatnią w wyrazie, to samogłoska a wymawiana jest wyjątkowo przed spółgłoską, nie po niej (koach, a nie: kocha). |
| אֲ                              | chataf-patach                  | חֲלוֹם                           | chalom                         | marzenie                       | Może pojawić się wyłącznie pod literami: א ה ח ע i tylko w sylabie otwartej (zakończonej samogłoską). |
| Znaki oznaczające samogłoskę e |                                |                                |                                |                                | |
| Znak                           | Nazwa                          | Przykład (hebrajski)           | Przykład (transkrypcja)        | Przykład (polski)              | Uwagi |
| בֵי                             | cere male                      | מֵידָע                           | mejda                          | informacja                     | Cere male składa się z 2 kropek pod literą oraz dodatkowej litery jod, która w tym przypadku pełni funkcję samogłoski. W zależności od wyrazu lub akcentu mówiącego, cere male może brzmieć jak ej, e lub jak coś pośredniego. W pisowni pełnej cere male zawsze pozostaje jako jod.                  |
| בֵ                              | cere                           | חֵץ                             | chec                           | strzała                        | Cere może być w pisowni pełnej oznaczane jako jod. |
| בֶ                              | segol                          | חֶדֶר                            | cheder                         | pokój                          | |
| אֱ                              | chataf-segol                   | אֱמוּנָה                          | emuna                          | wiara                          | Może pojawić się wyłącznie pod literami: א ה ח ע i tylko w sylabie otwartej (zakończonej samogłoską). |
| Znaki oznaczające samogłoskę i |                                |                                |                                |                                | |
| Znak                           | Nazwa                          | Przykład (hebrajski)           | Przykład (transkrypcja)        | Przykład (polski)              | Uwagi |
| בִי                             | chirik male                    | גִיס                            | gis                            | szwagier                       | Składa się z jednej kropki pod literą oraz litery jod, która w tym przypadku pełni funkcję samogłoski. W pisowni pełnej chirik male zawsze pozostaje jako jod. |
| בִ                              | chirik                         | אִם                             | im                             | jeżeli                         | W pisowni pełnej cere nie zawsze jest pisane jako jod. |
| Znaki oznaczające samogłoskę o |                                |                                |                                |                                | |
| Znak                           | Nazwa                          | Przykład (hebrajski)           | Przykład (transkrypcja)        | Przykład (polski)              | Uwagi |
| בוֹ                             | cholam male                    | קוֹף                            | kof                            | małpa                          | Cholam male składa się z litery waw, która w tym przypadku pełni funkcję samogłoski i kropki na górze. W pisowni pełnej cholam male zawsze pozostaje jako waw. |
| בֹ                              | cholam                         | בֹּקֶר                            | boker                          | ranek                          | W pisowni pełnej w miejscu holam zawsze pojawia się waw (בֹּקֶר = בוקר). |
| בָ                              | kamac katan                    | תָּכְנִית                          | tochnit                        | program                        | Kamac katan wygląda jak kamac gadol, ale występuje w nieakcentowanych sylabach zamkniętych (zakończonych spółgłoską) oraz przed chataf kamac. W pisowni pełnej w miejscu kamac katan litera waw pojawia się często, ale nie zawsze.                                                                   |
| בָ                              | kamac katan                    | צָהֳרַיִם                          | cohorajim                      | południe                       | Kamac katan wygląda jak kamac gadol, ale występuje w nieakcentowanych sylabach zamkniętych (zakończonych spółgłoską) oraz przed chataf kamac. W pisowni pełnej w miejscu kamac katan litera waw pojawia się często, ale nie zawsze.                                                                   |
| אֳ                              | chataf-kamac                   | אֳנִיָּה                           | onija                          | okręt                          | Może pojawić się wyłącznie pod literami: א ה ח ע i tylko w sylabach otwartych (zakończonych samogłoską). W pisowni pełnej w miejscu chataf-kamac litera waw pojawia się często, ale nie zawsze. |
| Znaki oznaczające samogłoskę u |                                |                                |                                |                                | |
| Znak                           | Nazwa                          | Przykład (hebrajski)           | Przykład (transkrypcja)        | Przykład (polski)              | Uwagi |
| בוּ                             | szuruk                         | סוּס                            | sus                            | koń                            | Szuruk składa się z litery waw, która w tym przypadku pełni funkcję samogłoski i kropki po jej lewej stronie. W pisowni pełnej szuruk zawsze pozostaje jako waw. |
| בֻ                              | kubuc                          | תֻּכִּי                            | tuki                           | papuga                         | W pisowni pełnej w miejscu kubuc pojawia się waw (תֻּכִּי = תוכי). |
| Znaki szwa                     |                                |                                |                                |                                | |
| Znak                           | Nazwa                          | Przykład (hebrajski)           | Przykład (transkrypcja)        | Przykład (polski)              | Uwagi |
| בְ                              | szwa na                        | לְאַט                            | le'at                          | pomału                         | Występuje tylko w sylabach otwartych (zakończonych samogłoską). Nie może pojawić się pod literami: א ה ח ע, w zamian pojawia się chataf. W klasycznej wymowie szwa na jest zawsze wymawiane jako krótkie e, zazwyczaj jednak jest wymawiane jako e (jak w le'at) lub jest redukowane (jak w ptuchim). |
| בְ                              | szwa na                        | פְּתוּחִים                         | ptuchim                        | otwarte                        | Występuje tylko w sylabach otwartych (zakończonych samogłoską). Nie może pojawić się pod literami: א ה ח ע, w zamian pojawia się chataf. W klasycznej wymowie szwa na jest zawsze wymawiane jako krótkie e, zazwyczaj jednak jest wymawiane jako e (jak w le'at) lub jest redukowane (jak w ptuchim). |
| בְ                              | szwa nach                      | מַלְכָּה                           | malka                          | królowa                        | Szwa nach jest zawsze nieme, ponieważ oznacza brak samogłoski pod daną spółgłoską, jednocześnie zamyka sylabę. |

Na podstawie: 

## Nikud w informatyce

### Microsoft Windows
| Znak  | AltGr + znak na hebrajskiej klawiaturze | Uwagi                                                                                     |
| ----- | --------------------------------------- | ----------------------------------------------------------------------------------------- |
| אָ     | AltGr + ק dla קָמץ (kamac)               |                                                                                           |
| אַ     | AltGr + פ dla פַתח (patach)              |                                                                                           |
| בְ     | AltGr + ש dla שְׁווא (szwa)               |                                                                                           |
| בּ וּ הּ | AltGr + ד dla דּגש (dagesz)              |                                                                                           |
| אִ     | AltGr + ח dla חִירִיק (chirik)            |                                                                                           |
| אֶ     | AltGr + ס dla סֶגול (segol)              |                                                                                           |
| אֵ     | AltGr + צ dla צֵירֵי (cere)               |                                                                                           |
| אֹ     | AltGr + ו dla חׂולם (cholam)             | Klawisz waw występuje jako samogłoska o, ponieważ klawisz chet jest już używana w chirik. |
| אֻ     | AltGr + \ dla קֻבּוּץ (kubuc)              | Znak \ wizualnie przypomina ֻ                                                              |
| אֲ     | AltGr + [ dla chataf-patach פַתח         | klawisz po prawej stronie od znaku פ                                                      |
| אֳ     | AltGr + ר dla chataf-kamac קָמץ          | klawisz po prawej stronie od znaku ק                                                      |
| אֱ     | AltGr + ב dla chataf-segol סֶגול         | klawisz po prawej stronie od znaku ס                                                      |
| שׁ     | AltGr + W dla szin                      | klawisz po prawej stronie nad znakiem ש                                                   |
| שׂ     | AltGr + Q dla sin                       | klawisz po lewej stronie nad znakiem ש                                                    |
| אֿ     | AltGr + ] dla רפֿה (rafe)                |                                                                                           |

Nikud może być wprowadzony także poprzez wciśnięcie klawisza Caps Lock, następnie trzymając kursor ustawiony za literą, wciska się klawisz Shift oraz jeden z danych klawiszy: ~ (szwa), 1 (chataf-segol), 2 (chataf-patach), 3 (chataf-kamac), 4 (chirik), 5 (cere), 6 (segol), 7 (patach), 8 (kamac), 9 (sin), 0 (szin), – (cholam), = (dagesz, mapik lub szuruk), \ (kubuc). 

### Mac OS X
W celu wprowadzenia nikudu w systemie Mac OS X, wciska się klawisz Option wraz z jednym z danych klawiszy: 0 (szwa), 1 (chataf-patach), 2 (chataf-kamac), 3 (chataf-segol), 4 (chirik), 5 (cere), 6 (patach), 7 (kamac), 8 (kubuc), 9 (segol), A (sin), M (szin), U (szuruk), , (dagsz lub mapik), = (cholam).

### Zapisy znaków nikudu w Unicode
| Znak | Nazwa         | Unicode       |
| ---- | ------------- | ------------- |
| בְ    | szwa          | U+05B0        |
| אֱ    | chataf-segol  | U+05B1        |
| אֲ    | chataf-patach | U+05B2        |
| אֳ    | chataf-kamac  | U+05B3        |
| בִ    | chirik        | U+05B4        |
| בֵ    | cere          | U+05B5        |
| בֶ    | segol         | U+05B6        |
| בַ    | patach        | U+05B7        |
| בָ    | kamac gadol   | U+05B8        |
| בֹ    | cholam        | U+05B9        |
| בֻ    | kubuc         | U+05BB        |
| בּ    | dagesz        | U+05BC        |
| בֿ    | rafe          | U+05BF        |
| שׁ    | szin          | U+05C1        |
| שׂ    | sin           | U+05C2        |
| בָ    | kamac katan   | U+05C7        |
| בוּ   | szuruk        | U+05D5 U+05BC |